# Crise (film, 1946)
Pour les articles homonymes, voir Crise.
Pour plus de détails, voir Fiche technique et Distribution.
Crise (Kris) est un film suédois d'Ingmar Bergman sorti en 1946.

## Synopsis
Jenny, patronne d'un institut de beauté à Stockholm, arrive dans une petite ville de province pour récupérer sa fille Nelly, maintenant âgée de 18 ans, qu'elle avait confiée à une autre femme, Ingeborg Johnson, dès sa naissance... Celle-ci, qui vient de découvrir qu'elle est gravement malade, vit modestement, de quelques cours de piano et en louant une chambre à Ulf, un jeune vétérinaire amoureux de Jenny.

## Fiche technique
- Titre : Crise
- Titre original : Kris
- Réalisation : Ingmar Bergman
- Scénario : Ingmar Bergman d'après la pièce Instinct maternel de Leck Fisher[1]
- Production : Harald Molander
- Société de production : Svensk Filmindustri
- Musique : Erland von Koch
- Photographie : Gösta Roosling
- Montage : Oscar Rosander
- Conseiller artistique : Victor Sjöström
- Scénographie : Arne Åkermark
- Pays d'origine : Suède
- Format : Noir et blanc - 1,37:1 - Mono - 35 mm
- Durée : 93 minutes
- Lieux de tournage : Hedemora et en studio à Råsunda du 4 juillet au 31 août 1945
- Date de sortie : 25 février 1946 au Spegeln à Stockholm

## Distribution
- Inga Landgré : Nelly
- Stig Olin : Jack
- Marianne Löfgren : Jenny
- Allan Bohlin : Ulf
- Dagny Lind : Ingeborg
- Svea Holst : Malin
- Signe Wirff : Tante Jessie
- Wiktor Andersson : un musicien
- Anna-Lisa Baude : un client
- Ernst Eklund : Oncle Edvard
- Arne Lindblad : le maire
- Julia Cæsar : la femme du maire
- Gus Dahlström : un musicien
- Sture Ericson : un musicien
- Holger Höglund : un musicien
- Ulf Johansson : un musicien
- John Melin : un musicien
- Dagmar Olsson : un chanteur